# Пруссія
Пруссія, іноді Прусія (нім. Preußenⓘ; лат. Borussia, Prutenia, Prussia; латис. Prūsija; лит. Prūsija; пол. Prusy; прусськ. Prūsa) — німецьке королівство та історична держава, яка утворилась із Прусського герцогства та Бранденбурзького маркграфства. Протягом століть Гогенцоллерни правили Пруссією, вони розширили її розмір за допомогою надзвичайно добре організованої та ефективної армії. Пруссія сформувала історію Німеччини, разом із її столицею в Берліні після 1451 року. Після 1871 року, Пруссія злилася з Німеччиною, втративши свої характерні особливості. Фактично її було ліквідовано в 1932, а офіційно — 1947 року.
Назва Пруссія походить від назви пруссів. У XIII столітті Прусську землю завоювали німецькі лицарі тевтонського ордену. 1308 року тевтонські лицарі завоювали Східну Померанію разом із Гданськом (Данціг). Їхня монарша держава була значною мірою германізована через імміграцію німців із західних та центральних регіонів, а на півдні вона була полонізована поселенцями з Мазовії. Після другого Торунського миру (1466), Пруссію було поділено на західну Королівську Пруссію, польську провінцію та східну частину, яка з 1525 року називалась Прусським герцогством, феодальний лад Корони Польської до 1657 року. Об'єднання Бранденбургу та Прусського герцогства 1618 року призвело до проголошення Прусського королівства 1701 року.
Пруссія досягла найбільшого розквіту у XVIII та XIX століттях. Протягом XVIII століття вона стала потужною європейською силою під час правління Фрідріха Великого (1740—1786). Протягом XIX століття канцлер Отто фон Бісмарк об'єднав німецькі князівства в Меншу Німеччину, за винятком лише Австрійської імперії.
Після 1810 року Пруссія домінувала в Німеччині політично, економічно та за кількістю мешканців і була ядром Північнонімецького союзу, що утворився 1867 року, яка згодом стала частиною Німецької імперії (1871).
Термін «прусський» часто вживався, особливо за межами Німеччини, для підкреслення професіоналізму, агресивності, мілітаризму та консерватизму класу юнкерів, земельних аристократів Сходу, які домінували в Пруссії в XX столітті.

## Рання історія
1211 року Андрій II Угорський надав Бурцеланд у Трансильванії, як феодальний лан Тевтонському ордену (німецький військовий орден хрестоносців, столиця якого перебувала в Королівстві Єрусалим в місті Акко). 1225 року Андрій II вигнав тевтонських лицарів із Трансильванії і вони змушені були рухатись до Балтійського моря. В 1226 році герцог Конрад I Мазовецький запросив тевтонських лицарів, для війни з балтійськими племенами пруссів на своєму кордоні. Через 60 років боротьби проти пруссів, орден створив незалежну державу, яка оволоділа прусським регіоном. Після того як Орден Мечоносців приєднався до Тевтонського ордена 1237 року вони також захопили Лівонію (тепер Латвія та Естонія) та західну Литву. 1356 року утворився Ганзійський союз, як група купецьких міст північної Європи, які здобули монополію на всі торговельні виходи з внутрішньої Європи та Скандинавії та на всі морські шляхи в Балтійському морі до іноземних країн. Купці з внутрішньої Швеції, Данії та Польщі вважали це утисками своїх прав Ганзійським союзом.
Для розселення на схід було запрошено поселенців, здебільшого, німців. Це призвело до змін етнічного складу, мови спілкування, культури та законів. Нижньонімецька мова стала домінуючою.
Лицарі підпорядковувались папі та імператору. Спочатку в них були добрі стосунки з Польською Короною, які було зруйновано після захоплення Східної Померанії та Гданська (Данцига). В результаті Польща та Литва об'єднались у Кревську унію (1385) та перемогли лицарів у Грюнвальдській битві 1410 року.
Коли Прусська конфедерація, коаліція ганзійських міст Західної Пруссії повстала проти ордену і попрохала допомоги в польського короля — почалася Тринадцятирічна війна. Тевтонські лицарі були змушені визнати себе васалами та платити данину польському королю Казимиру IV Ягеллончику згідно з Другим торунським миром (1466), втратили західну Пруссію (Королівська Пруссія), яка перейшла до Польщі. Відповідно до мирного договору утворилось дві прусські держави.

## Бранденбург-Пруссія
Бранденбург та Пруссія об'єднались через два покоління. Анна, правнучка Альберта I та дочка герцога Альберта Фрідріха (правив 1568—1618), одружилась із своїм двоюрідним братом курфюрстом Сигізмундом Бранденбурзьким. Після смерті Альберта Фрідріха в 1618 році, який помер без спадкоємця, Іоан  отримав право на успадкування Прусського герцогства, яке на той час ще було васалом Польщі. З цього часу Прусське герцогство об'єдналось через персональну унію з Маркграфством Бранденбургу. Утворена держава, відома як Бранденбург-Пруссія, складалась з географічно роз'єднаних територій Пруссії, Бранденбургу та рейнських земель Клевського князівства і графства Марк.
Протягом тридцятирічної війни, через роз'єднані землі Гогенцоллернів багато разів потерпали від різних армій, особливо дісталось від шведської окупації. Неефективний та військово слабкий маркграф Георг Вільгельм (1619—1640) утік 1637 року з Берліна до Кенігсберга, що був столицею Прусського герцогства. Його наступник, Фрідріх Вільгельм I (1640—1688), провів реформи в армії та провадив захист своїх земель.
Фрідріх Вільгельм I поїхав до Варшави 1641 року щоб засвідчити васальну присягу королю польському Владиславу IV Вазі за Прусське герцогство, яке на той час все ще входило до складу Корони Польської. Під час першої фази Другої північної війни, він перейшов на сторону Швеції в обмін на підтвердження феодальних прав. Шведський король пізніше дарував повний суверенітет згідно з Лябявським договором. 1657 року ці права були підтверджені польським королем за договорами у Веляу та Бромберґу. Таким чином династія Гогенцоллернів отримала Пруссію вільну від будь-яких феодальних зобов'язань, що стало основою їх пізнішого піднесення до статусу королів.
Фрідріх Вільгельм I став відомий як «Великий Курфюрст» за значні досягнення в управлінні своїми володіннями, яких він досяг завдяки встановленню абсолютної монархії (див. абсолютизм) в Бранденбургу-Пруссії. Крім того він наголошував на важливості сильного війська для захисту роз'єднаних державних територій, тоді як Потсдамський Едикт відкрив Бранденбург-Пруссію для імміграції біженців протестантів, також він запровадив бюрократію, щоб ефективно керувати державними справами.

## Прусське королівство

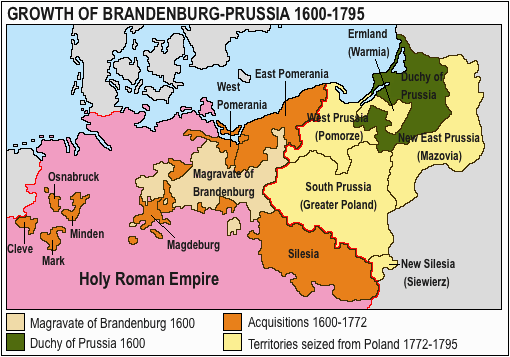
Розширення Бранденбургу-Пруссії, 1600—1795

18 січня 1701 року, син Фрідріха Вільгельма, курфюрст Фрідріх III, підвищив статус Пруссії з герцогства до королівства і коронував себе королем Фрідріхом I. Щоб не загострювати стосунки з Польщею, в якій знаходилась частина старої Пруссії, Леопольд I, імператор Священної Римської імперії, якій належала більша частина Прусських земель, дозволив Фрідріху титулувати себе тільки «Король в Пруссії» замість «Король Прусський».
Держава Бранденбург-Пруссія стала широко відома як «Пруссія», хоча більшість її територій: Бранденбург, Померанія і західна Німеччина, лежали за межами власне Пруссії. Прусська держава досягла блиску протягом правління Фрідріха I, який фінансував мистецтва державним коштом.
Фрідріха I заступив на посаді його син, Фрідріх Вільгельм I (1713—1740) аскетичний «Король-солдат», який мистецтвами не займався, зате був ощадливий та практичний. Він вважається засновником відомої Прусської бюрократії та професійної армії, яку він розвинув в одну з найпотужніших у Європі, хоча його війська мали змогу тільки недовго взяти участь у бойових діях протягом Великої Північної війни. З огляду на розмір армії в порівнянні з загальною чисельністю населення, Мірабо сказав: «Пруссія це не держава з армією, але армія з державою». Також, Фрідріх Вільгельм надав притулок більш ніж 20000 біженцям протестантам із Зальцбурга в слабо заселеній східній Пруссії, яка з часом поширилась на західний беріг Німану та інші регіони. Згідно зі Стокгольмським договором (1720), він здобув половину Шведської Померанії.

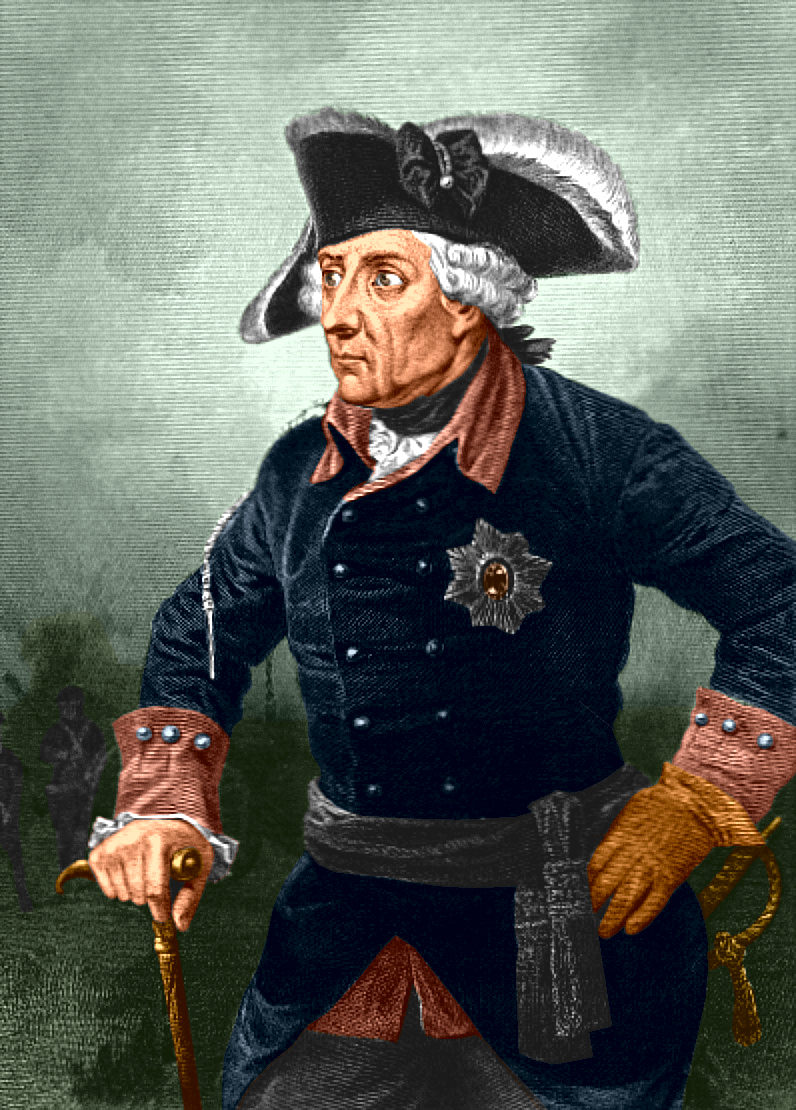
Король Фрідріх II Великий

Король помер 1740 року, його заступив на посаді син, Фрідріх II, своїми досягненнями він заслужив репутацію «Фрідріха Великого». Будучи спадкоємцем престолу, Фрідріх займався головним чином філософією та мистецтвами, умів грати на флейті. 1740 року Прусські війська перейшли незахищений кордон із Сілезією та окупували Свідницю. Сілезія тоді була найбагатшою провінцією Габсбурзької Австрії. Це дало початок трьом Сілезьким війнам (1740—1763). Першу сілезьку війну (1740—1742) та Другу сілезьку війну (1744—1745) історично групують із загальноєвропейською війною, Війною за австрійський спадок (1740—1748). Імператор Священної Римської імперії Карл VI помер 20 жовтня 1740 року, його заступила на троні його донька Марія-Терезія.
Отримавши перемогу над Австрійською армією в Битві при Мольвіце 10 квітня 1741 року, Фрідріх успішно завоював Нижню Сілезію (північно-західна половина Сілезії). Наступного 1742 року він завоював Верхню Сілезію (південно-східна половина). Більше того в Третій Сілезькій війні (яку зазвичай групують разом з Семирічною війною) Фрідріх отримав перемогу над Австрією в Лобозіцькій битві 1 жовтня 1756 року. З листопада 1760 року Фрідріх виграв ще одну битву  — вирішальну  — битву при Торгау. Завдяки цій битві Фрідріх здобув повну перемогу в Семирічній війні, в союзі з Великою Британією, Ганновером та Гессен-Касселем зумів утримати Сілезію в боротьбі з коаліцією Саксонії, Австрії, Франції та Росії. Вольтер, близький друг короля, одного разу описав Пруссію часів Фрідріха Великого такими словами «…це була Спарта на світанку, Афіни в полудень». Починаючи з цих воєн німецький дуалізм домінував в німецькій політиці до 1866 року.